# Olenecamptus superbus
Olenecamptus superbus är en skalbaggsart som beskrevs av Maurice Pic 1908. Olenecamptus superbus ingår i släktet Olenecamptus och familjen långhorningar. Inga underarter finns listade i Catalogue of Life.